# Джозеф Моул
Джозеф Моул (англ. Joseph Mawle, нар. 21 березня 1974, Оксфорд) — британський актор театру, кіно і телебачення.

## Біографія
Закінчив Школу Бристольського театру Олд Вік (2002). У тому ж році знявся в телерекламі Irish Hurling компанії «Гіннесс».

## Кар'єра
Зіграв свою першу серйозну роль у 2003 в п'єсі Шекспіра «Троїл і Крессіда» (роль Троїла) в театрі «Тютюнова фабрика», Бристоль, за якою пішли ролі Гамлета в Саутгемптонському театрі Nuffield і участь в постановці трагедії «Антоній і Клеопатра» в театрі Royal Exchange Manchester у 2005 році.
Значним внеском у його кар'єру і популярність став телефільм Soundproof 2006 року, за який Джозеф був номінований на премію RTS Breakthrough On Screen Award, а режисер телефільму, Едмунд Култхард, отримав престижну нагороду BAFTA як найкращий режисер 2007 року.
Він знімався у багатьох британських телевізійних фільмах, включаючи «Дюнкерк» (який отримав нагороду Huw Wheldon BAFTA Award for Factual Drama), «Доводи розуму» режисера Адріана Шерголда і «Місце зустрічі — станція «Клаф» телеканалу Channel 4. У 2008 виконав роль Ісуса в мінісеріалі Бі-Бі-Сі / HBO Films (англ.) «Страсті» (англ.), і брав участь (як запрошена зірка) в одному з епізодів телесеріалу «Війна Фойла» (телеканал Five)
У 2008 Джозеф повертається в театр. У театрі Almeida Він бере участь в постановці п'єси «Останні дні Іуди Іскаріота» (англ.) режисера Руперта Гулда, в ролі Іуди Іскаріота.
У 2009 Моул знявся у другій частині трилогії «Червоний райдинг» (під назвою «+1980») про серійні вбивства в місті Йоркшир, режисера Джеймса Марша і «Безсердечний» Філіпа Рідлі, а також в телевізійному сатиричному фільмі, який розповідає про іпотечну кризу «Вільне падіння», режисера Домініка Севаджа, де Моул знімався разом з Домініком Купером і Ейданом Гілленом. У тому ж році він брав участь в 4 епізоді телесеріалу «Вулиці» Джиммі Макговерна.
У 2010 році продовжив роботу з Домініком Севаджем в телекартині «Стрибок». Також брав участь в зйомках короткометражних фільмів Sometimes The Moon Is Velvet і Deathless, у фінальному епізоді серіалу «Пуаро Агати Крісті», знятого за романом Агати Крісті «Вбивство в Східному експресі», і мінісеріалі Бі-Бі-Сі «П'ять дочок». Знімався у фільмі «Зроблено в Дагенхемі» за участю актриси Саллі Хокінс.
У 2011 продовжив співпрацю з Бі-Бі-Сі (канал Бі-Бі-Сі 4), знімаючись в телевізійній адаптації роману Девіда Лоуренса «Закохані жінки». І з телекомпанією HBO, де він зіграв роль Бенджена Старка в телесеріалі «Гра престолів» адаптації саги Джорджа Мартіна «Пісня льоду й полум'я».

## Творчість

### Фільмографія
| Рік         |     | Українська назва                          | Оригінальна назва                          | Роль                           |
| ----------- | --- | ----------------------------------------- | ------------------------------------------ | ------------------------------ |
| 1998        | тф  | Великий Мерлін                            | Merlin                                     | сільський хлопець              |
| 2002        | с   | Сер Гедебут: Найгірший Лицар на Землі     | Sir Gadabout: The Worst Knight in the Land | Сер Тіфікейт                   |
| 2004        | док | [en]                                      | Dunkirk                                    | Лейтенант Іен Кокс             |
| 2006        | тф  | Soundproof                                | Soundproof                                 | Дін Віттінгем                  |
| 2006        | с   | Мовчазний свідок                          | Silent Witness                             | Едріан Берні                   |
| 2006        | с   | Делзіл і Пескоу                           | Dalziel and Pascoe                         | Чарлі Беррон                   |
| 2006        | тф  | Секретне життя місіс Бітон                | The Secret Life of Mrs. Beeton             | Фред                           |
| 2007        | тф  | Переконання                               | Persuasion                                 | капітан Гарвілл                |
| 2007        | с   | Поліція Холбі                             | Holby Blue                                 | Саймон Дженкінс                |
| 2007        | тф  | Станція Clapham Junction                  | Clapham Junction                           | Тім                            |
| 2008        | с   | Війна Фойла                               | Foyle's War                                | Фред Доусон                    |
| 2008        | с   | Пристрасті                                | The Passion                                | Ісус                           |
| 2008        | ф   | Лекція 21                                 | Lecture 21                                 | музикант                       |
| 2009        | с   | Вільні агенти                             | Free Agents                                |                                |
| 2009        | ф   | Червоний райдинг: 1980                    | Red Riding: In the Year of Our Lord 1980   | різник                         |
| 2009        | тф  | Вільне падіння                            | Freefall                                   | Джим                           |
| 2009        | кф  | Післязавтра                               | After Tomorrow                             | Джеймс                         |
| 2009        | с   | Вулиця                                    | The Street                                 | Кейран                         |
| 2009        | ф   | Безсердечний                              | Heartless                                  | Папа Бі                        |
| 2009        | с   | Waking the Dead                           | Waking the Dead                            | Стефан Косцінський             |
| 2009        | с   | Мерлін                                    | Merlin                                     | Алвар                          |
| 2010        | с   | Блудні дочки                              | Five Daughters                             | Том Стівенс                    |
| 2010        | кф  |                                           | Sometimes the Moon Is Velvet               | Джек                           |
| 2010        | тф  | Стрибок                                   | Dive                                       | Гері                           |
| 2010        | с   | Пуаро Агати Крісті                        | Agatha Christie's Poirot                   | Антоніо Фоскареллі             |
| 2010        | кф  | Безсмертний                               | Deathless                                  | Макс Серлум                    |
| 2010        | ф   | Зроблено в Дагенхемі                      | Made in Dagenham                           | Гордон                         |
| 2011        | с   | Закохані жінки                            | Women in Love                              | Джеральд Кріч                  |
| 2011 — 2017 | с   | Гра престолів                             | Game of Thrones                            | Бенджен Старк                  |
| 2011        | ф   | Екстрасенс                                | The Awakening                              | Едвард Джадд                   |
| 2012        | с   | Пташина пісня                             | Birdsong                                   | Джек Файербрейс                |
| 2012        | ф   | Серед білого дня                          | The Cold Light of Day                      | Горман                         |
| 2012        | ф   | Президент Лінкольн: Мисливець на вампірів | Abraham Lincoln: Vampire Hunter            | Томас Лінкольн                 |
| 2012        | ф   |                                           | Shell                                      | Піт                            |
| 2013        | ф   | Половина жовтого сонця                    | Half of a Yellow Sun                       | Річард                         |
| 2013        | с   | Тунель                                    | The Tunnel                                 | Стівен Бомон                   |
| 2013 — 2016 | с   | Вулиця різника                            | Ripper Street                              | детектив-інспектор Джедід Шайн |
| 2014        | кф  |                                           | Twelve                                     | Стюарт                         |
| 2014        | ф   | Убий своїх друзів                         | Kill Your Friends                          | Треллік                        |
| 2015        | ф   | У серці моря                              | In the Heart of the Sea                    | Бенджамін Лоуренс              |
| 2015        | с   | Восьме почуття                            | Sense8                                     | Нікс                           |
| 2015        | ф   | Первісний страх                           | The Hallow                                 | Адам Хітченс                   |
| 2015        | с   |                                           | The Last Panthers                          | Майкл                          |
| 2018        | с   | Падіння Трої                              | Troy: Fall of a City                       | Одіссей                        |
| 2019        | ф   | Ціна правди                               | Mr. Jones                                  | Джордж Оруелл                  |
|             | ф   | Остання планета                           | The Way of the Wind                        | Саул                           |

### Ролі в театрі
| Рік      | Українська назва           | Оригінальна назва                   | Роль         | Місце прем'єри          |
| -------- | -------------------------- | ----------------------------------- | ------------ | ----------------------- |
| 2003 рік | Як вам це сподобається     | As You Like It                      | Сільвій      | Tobacco Factory Theatre |
| 2003 рік | Троїл і Крессіда           | Troilus and Cressida                | Троїл        | Tobacco Factory Theatre |
| 2003 рік | Гамлет                     | Hamlet                              | Лаерт        | Nuffield Theatre        |
| 2004 рік | Любов і розуміння          | Love and Understanding              | Річі         | Battersea Arts Centre   |
| 2005 рік | Антоній і Клеопатра        | The Tragedy of Antony and Cleopatra | Філ/Шут      | Royal Exchange          |
| 2008 рік | Останні дні Іуди Іскаріота | The Last Days of Judas Iscariot     | Юда Іскаріот | Almeida Theatre         |

## Нагороди та номінації
- 2007 — RTS Television Award (Королівське телевізійне товариство, Велика Британія) — Кращий режисер (за фільм «Soundproof»)
- 2012 — Премія BAFTA TV Award — Кращий актор другого плану (за серіал «Пташина пісня»)